# Юний жебрак
«Юний жебрак» (ісп. Joven mendigo) — жанрова картина іспанського художника Бартоломе Естебана Мурільйо, написана приблизно в 1645—1650 роках. Полотне розміщене в музеї Лувру в Парижі.

## Історія
Вважається, що цю жанрову картину Мурільйо замовили фламандські купці, що проживали в Севільї. Жанровий живопис, що зображав повсякденне життя, високо цінувався у Фландрії і бідняки були постійним предметом фламандського жанрового живопису. Зацікавленість Мурільйо в нужденних, можливо, також маєш стосунок до доктрини милосердя фрацисканців, на яких він часто працював. Мурільйо, останній із великих художників золотої доби Іспанії, був передусім релігійним художником. Картина побувала в багатьох власників, у тому числі в Гінья, відтак у Сан-Фуа. Зрештою її придбав французький король Людовік XVI за 2400 ліврів, а після Французької революції її помістили до Лувру.